# Adrigole
Adrigole (irisch Eadargóil, Bedeutung: zwischen zwei Ecken bzw. zwei Meeresarmen) ist ein Ort mit etwa 450 Einwohnern (2016)  im südwestlichen Gebiet der Grafschaft County Cork auf der Beara-Halbinsel in Irland.

## Geografie
Adrigole liegt etwa 105 Kilometer westsüdwestlich von Cork und etwa 35 km (Fahrstrecke) westlich von Bantry. Hier mündet der River Adrigole in den Adrigole Harbour, einer Bucht in der Bantry Bay. Die R572 (von Glengarriff kommend nach Castletownbere) und die R574 (zum Healy Pass) kreuzen hier.
Umgeben wird Adrigole vom Adrigole Mountain und dem Hungry Hill (682 m) im Westen als Teil der Caha Mountains. 
Durch Adrigole führen der Ring of Beara und der Europäische Fernwanderweg E8 (über den sog. Beara Way).

## Geschichte
Vor der Großen Hungersnot in Irland von 1845 bis 1847 soll der Ort mehrere Tausend Einwohner gehabt haben.
In der letzten Märzwoche 1927 wurden Daniel O’Sullivan, seine Frau und zwei seiner Kinder tot in ihrem Haus in Clashduff, Adrigole aufgefunden. Sie waren verhungert. Dies inspirierte Peadar O’Donnell zu seinem Theaterstück Adrigoole, wobei der Ort des Geschehens nach Donegal verlegt wurde.

## Wirtschaft
Die Wirtschaft ist bestimmt durch Landwirtschaft, die Fischindustrie und den Tourismus. Vor der Küste vor Castletownbere waren zahlreiche Schiffsunglücke zu verzeichnen. 

## Sport
Der örtliche GAA-Platz verfügt über ein Allwetter-Übungsfeld sowie das Hauptfeld und ein Clubhaus. Das örtliche GAA-Team im Gaelic Football ist der Adrigole GFC, der 1979 die Cork Intermediate Football Championship gewann. Adrigole gewann im November 2006 auch die Cork Junior Football Championship, indem er Grenagh im Corker Stadion Páirc Uí Rinn mit 0:5 zu 0:3 besiegte.
Der einheimische Sportler Brendan (Ger) O’Sullivan hat sowohl seine Grafschaft im Gaelic Football als auch sein Land im International Rules Football vertreten.

## Sehenswürdigkeiten und Aktivitäten
- Das Wedge Tomb von Ballynahown liegt etwa dreieinhalb Kilometer ostnordöstlich von Adrigole
- Adrigole House aus der Zeit um 1820
- St. Fachtna’s Church, römisch-katholische Kirche, die 1840 errichtet wurde